# Дел-Кастилью (станция метро)
Нова-Америка/Дел-Кастилью (порт. Estação Nova América/Del Castilho) — станция Линии 2 метрополитена Рио-де-Жанейро. Станция располагается в районе Дел-Кастилью города Рио-де-Жанейро. Открыта в 1983 году под названием Дел-Кастилью, но приостановила свою работу в 1985 году , но с 24 декабря 1987 года вновь была введена в эксплуатацию. В результате соглашений с торговым центром Nova América станция добавила к своему названию его наименование.
Станция имеет два выхода: Padre Januário и Cemitério.

## Окрестности
- Торговый центр Nova América